# Kolitza
Kolitza és una cimera de la Serra d'Ordunte i té una alçada de 897 m. Pertany a la localitat biscaïna de Balmaseda al País Basc.
El Kolitza és un dels cinc Montes Bocineros des dels que es convocaven les juntes de Biscaia.

## Punts de Partida
Des de Pandozales 1h 15m
Des de Balmaseda 1h 30m
Des de Traslaviña 2h